# 仲宗根敦子
仲宗根 敦子（なかそね あつこ）は、日本の教育者。一般財団法人絵本未来創造機構　理事長。沖縄県生まれ。

## 略歴
1991年JALにて、営業職・VIP顧客担当・予約センターチーフを担当。
社内の全国接客コンクールで、沖縄支店の予約センター教育責任者として、国際・国内予約部門で2年連続1位を獲得。
1996年ロサンゼルス支店での勤務を経験。
1996年結婚、出産後も仕事を続ける中、2003年3月32歳当時、子ども3歳、0歳時に夫が他界し、シングルマザーとしての仕事と子育ての両立生活が始まった。
子どもとの触れ合う時間をどう確保するかを模索し、「絵本子育て」を実践。 
2013年に22年間勤めた航空会社を退職し、独立。
2017年に一般社団法人絵本メンタリング協会を設立。 
絵本の読み聞かせを通して親子の絆を深めることはもちろん、子どものIQとEQが向上する相乗効果の高い読み聞かせ方法の指導を行っている。
設立3年目の2020年現在、絵本メンタリング協会の認定するEQ絵本講師®は全国、海外15カ所に400名以上。
絵本関連の提供コンテンツは「心が育つIQ絵本講座」「EQ絵本コーチング講座」「絵本de英語」「絵本読書会」「大人の夢を叶える絵本講座」「わくわく楽しい読書感想文」「絵本de個育てコーチング」「新しい家族を迎える胎教絵本」など海外での心が育つIQ絵本講座開催実績
2016年　シンガポールにて16回開催。
2017年　シンガポールにて4回開催。
2017年　台湾にて2回開催。
2018年　ロンドン・ハワイにて各2回開催。
2019年　台湾・ロンドン・ロサンゼルスにて各2回開催。
2019年　ベトナムハノイ出版社にて基調講演。
2019年12月　受講生2万人達成記録。
2020年2月　講師の誕生403人記録。
2020年8月　一般財団法人　絵本未来創造機構　設立。
2024年2月　講師の誕生1,198人記録。

## 参考
- facebook
- 一般財団法人　絵本未来創造機構